# 東北大学の入学試験
東北大学の入学試験（とうほくだいがくのにゅうがくしけん）は、東北大学の学部生・大学院生を選抜するために東北大学が設けた入学試験である。学部入学試験、大学院入学試験が存在するが、本項では学部入学試験を主に解説する。

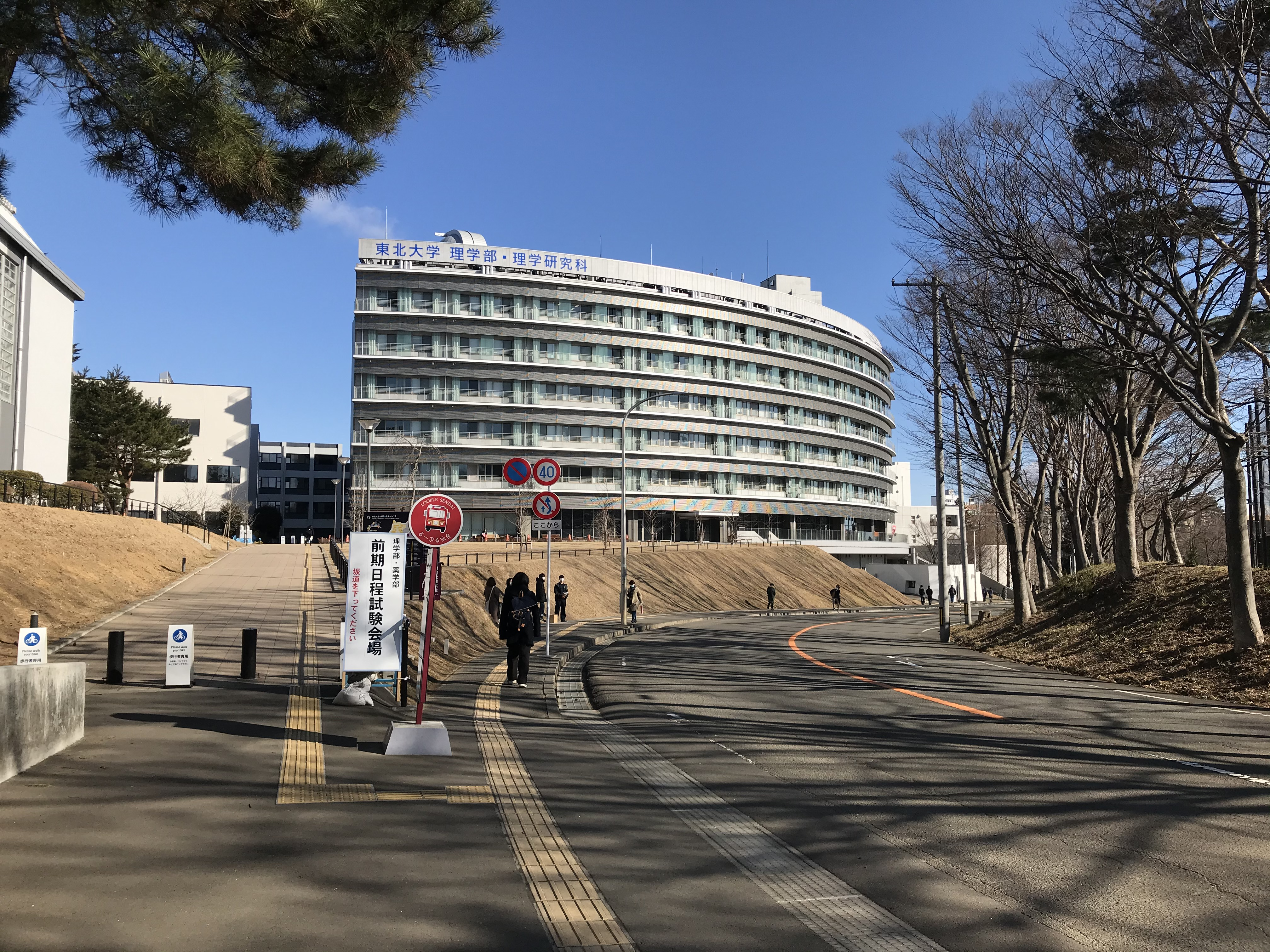
一般選抜前期日程実施中の青葉山北キャンパス内理学研究科合同C棟。（2021年2月25日撮影）

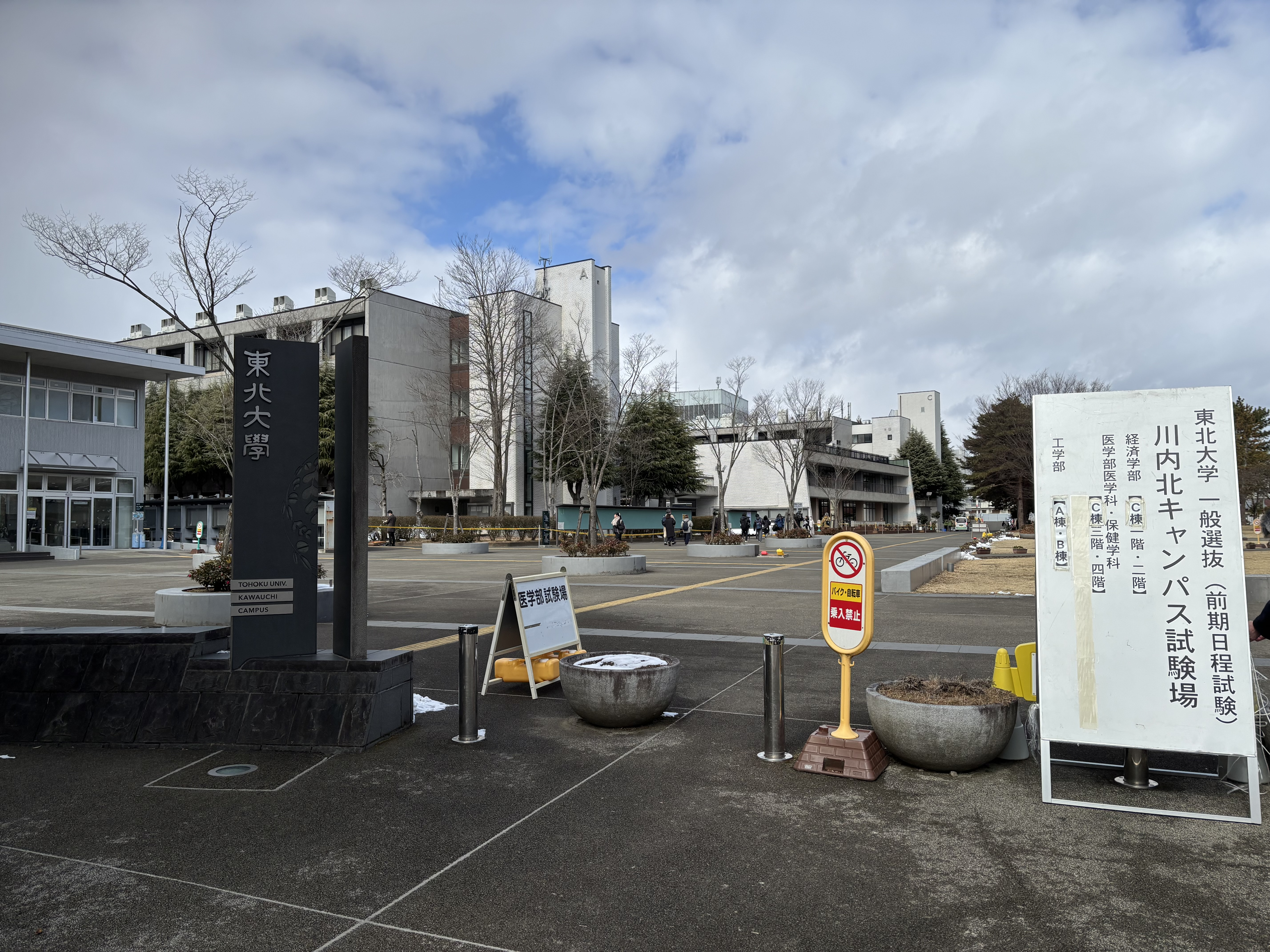
一般選抜前期日程準備中の川内北キャンパス。（2025年2月撮影）

## 歴史
東北帝国大学の入学制度は現在の東北大学の入学制度とは根本的に異なる制度であった。近代国家を担う高度な人材を教育育成するにあたって帝国大学は学生募集源を旧制高等学校または大学予科に求めた。しかし、旧制高校とよび大学予科の志望者が入学定員を超えたのは東京帝国大学や京都帝国大学の一部の学部のみであり、明治44年6月時点で東北帝大の充足率は33%にとどまっていた。そこで東北帝大は1925年（大正11年）に東北帝国大学通則を定め、入学制度に関して第六条で
と規定した。ここでいう「前条ニ依ル入学志望者」とは東北帝国大学通則第一条および第二条にあった「高等学校及学習院ノ高等科文科卒業者」および「高等学校及学習院ノ高等科理科卒業者」のことを指す。東北帝国大学通則第六条は傍系入学を定めたものであり、現在、東北大学の理念の一つとなっている「門戸開放」の起源とも捉えることができる。通則規定後、理学部では理学部規程を定め、通則第六条にある入学資格者を規程第一条で「高等師範学校女子高等師範学校ノ本科、理科、理学ニ関スル専門学校及ト同等以上ノ専門学校ヲ卒業シタル者ニシテ本学部ノ授業ニ堪フト認メタル者」と「専門学校卒業者中本学部ニ於テ適当ノ学力アリト認メタル者ニシテ検定試験ニ合格シタル者、免許状所有者ニシテ本学部ニ於テ考査ノ上更ニ検定試験ニ合格シタル者」と規定した。工学部、法文学部も理学部のように通則第一条・第二条に定めた入学志願者を収容してもなお、欠員がある場合は検定試験なしで傍系入学を認めた。ただし、傍系の入学志願者が収容予定数を超えた場合は選抜試験が実施された。
1933年（昭和8年）7月、在学生の学力低下や無試験で入学した学生よりか選抜試験を突破して入学した学生のほうが優秀であったことから、従来の入試が見直され、東北帝国大学通則および各学部規程が改正された。これにより、1934年（昭和9）以降は入学志望者が定員を超えない場合でも高等学校卒業者に対して学力試験を行い、高等学校調査書と身体検査と合わせて入学者を決定する方式が実施された。
1945年（昭和20年）8月、太平洋戦争が日本の敗戦で終わると、以降、新しい教育政策に基づいた入学試験が実施されるようになった。1946年（昭和21年）、文部省が通知した昭和二十一年度大学入学者選抜要項の通りに、高等学校卒業者と他の諸学校卒業者を同列に扱い、選抜を行うことが決定した。
1949年（昭和24年）に発足した新制大学では、文部省の昭和二十四年度新制大学入学者選抜方法の解説（一）にあると通り、各大学で適宜に定めることとされた。国立大学の入試時期は第一期と第二期に分かれ、東北大学は他の旧帝国大学とともに第一期に配された。また、国立大学では文部省作成の進学適性検査と各国立大学ごとの学力検査の二つが入試で課されることとなった。このうち、進学適性検査は高校側から廃止の要望が出されて1954年（昭和29年）を最後に受験義務がなくなった。学力検査に関して、当時は国語、社会、数学、理科、外国語の5教科で実施されていたとされる。学力試験は旧制大学の入試と大きく異なり、各学部・学科ごとではなく、学部共通の試験問題で実施するようになった。
医学部は修業年限が6年とされていたものの、実際は専門課程のみの4年とされていたため、旧制高校高等科理科卒業者か他学部で先に2年以上の過程を修了した者のみが入学試験を受けることができた。そのため、1949年（昭和24年）から1954年（昭和29年）まで、医学部では単独入試が実施されていた。東北大学の場合、医学部単独入試は自然科学5科目、人文科学1科目、社会科学1科目、外国語2科目の9科目の試験であった。この試験は受験生にとって大きな負担となり、入学志願者が進学できないケースを多く生み出したため、1954年（昭和29年）に学校教育法が改正され、医学部・歯学部が6年一貫制の学部となったことで、入学試験も他学部と同様に第一学年入学時に行うことができるようになった。これに伴い、東北大学では1955年（昭和30年）に教養部医学部進学課程が設けられ、医学部単独入試は廃止された。
学部一括募集では入学後、希望の系・学科に配属されなかった学生の中で勉学意欲を失うものがおり、問題となっていたため、昭和40年代からは、理学部・工学部・農学部で系ごとの入試が開始された。理学部は昭和41年度入試から数学系、物理系、化学系、地学系、生物系で第二志望まで記入するという方法で系別入試を開始した。工学部は昭和42年度入試から機械系、電気・応物系、化学系、金属系、資源系、土木系、建築系、原子核系で第六志望まで記入するという方法で系別入試を開始した。農学部は昭和49年度入試から農学系、畜産学系、農芸化学系、水産学系、食糧化学系で第五志望まで記入するという方法で系別入試を開始した。
新制大学設立以降、一貫して教養部を主体として構成されていた入学試験実施本部は大学紛争が激しさを増す中、1969年（昭和44年）6月4日の学生による教養部管理棟の占拠を皮切りに教養部が機能不全に陥ったことから、入学試験実施は全学体制に切り替えて、8月21日、入学試験実施本部長を教養部長から学長とした。以後、共用部の解体もあり、この全学体制は一貫して実施されている。また、大学紛争により教養部を試験会場として使用することができず、昭和45年度入試は仙台市内の10高等学校と宮城県塩釜高等学校、宮城県塩釜女子高等学校、青葉山キャンパスの工学部を試験会場とする対応をとった。それまでも入学試験の試験会場は他大学や市内の学校を借りて実施されていたが、昭和45年度入試から5年間は試験場について学生募集要項に「受験票によって指示する」とのみ記載されており、試験場確保に見通しがなかなかつかなかったとされる。大学紛争が終わってからも、高校を試験場に借りることは通常に行われ、2001年度（平成13年度）まで、宮城県仙台第一高等学校や宮城県仙台向山高等学校、仙台市立仙台商業高等学校などの校舎が試験場として用いられた。
1979年（昭和54年）、第一回国公立大学共通第一次学力試験が実施された。これにより、東北大学は大学入試センターが実施する5教科7科目にわたる共通一次試験と独自に実施する第二次試験の結果をもって入学者を選抜することとなった。これは大学入試問題において難問奇問の類がしきりに出題されたことが原因であるという見解も存在する。この時期、東北大学においても例えば、世界史で「ビスマルクのつづりを原語で書け」という問題の本質とは関係ない問題が一部出題されていた。ともあれ、共通一次試験が導入されたことにより、二次試験の経科目は削減されていった。
その後も大学入試改革は進み、1987年（昭和62年）から共通一次試験は5教科5科目で実施され、二次試験は大学によりA日程（3月1日から）とB日程（3月5日から）の連続方式による受験機会複数化を実施した。東北大学は東京大学や北海道大学とともにB日程に配された。しかし、連続方式では合格者の多くが東京大学（B日程）に流れた京都大学（A日程）をはじめとする多くの大学・学部で欠員が出る事態を招いて早くも見直しの声が上がり、1989年（平成元年）から学部入学定員を前期入試と後期入試で分ける分離分割方式と連続方式を併用して二次試験を実施することが決定された。東北大学では、文科系学部が連続方式での入試を支持、理科系学部が分離分割方式での入試を支持していたが、1988年（昭和63年）7月に国立七大学学長らにより一律に分離分割方式を採用することが決定したため、東北大学も全学部で1990年（平成2年）から分離分割方式を導入することとなった。また、同年からは大学入試センター試験が導入され、東北大学もこの試験結果と二次試験結果を合わせて判定資料とした。
1990年（平成2年）、工学部で推薦入試が導入された。工学部は1985年（昭和60年）、他学部に先駆けて帰国子女・在外子女特別選抜を実施するなど入試改革に積極的な学部であった。工学部が推薦入試を導入した背景には、一般選抜での応募者が減少する傾向にあったことや一般選抜で入学してくる学生らの能力や資質が従来と比べてやや問題があるとの認識が学内で広まったことがあった。この推薦入試はセンター試験の成績をもとに推薦書や調査書の内容および健康診断の結果を加えて評価選考するものであった。翌年、工学部は新たな方式の推薦入試も実施した。それはセンター試験の成績を利用せず、推薦書、調査書と面接試問の結果によって選考を行うとした。定員は20名で1学校から推薦できる生徒は1人というものであった 。この2種類の推薦入学について、センター試験を利用しない方を推薦入学I、センター試験を利用する方を推薦入学IIと区別した。工学部の推薦入試で入学した学生らが好結果を残したことから、他学部にも推薦入試が広まっていった。
1997年（平成9年）6月26日、中央教育審議会が答申「二十一世紀を展望した我が国の教育の在り方について」で選抜方法の多様化と評価尺度の多元化を打ち出した。これは「現状の受験競争の緩和」と「大学全入時代に向けての大学と高校のよりよい相互選択というマッチングの促進」という意味合いが込められていた。答申ではアメリカの伝統大学におけるアドミッション・オフィスによる選抜方法を参考に、日本での「総合的かつ多面的な評価など丁寧な選抜」とそのためのアドミッション・オフィスの整備を提起しており、日本版AO入試が具体的に構想されることとなった。そんななか、東北大学は1999年（平成11年）にアドミッションセンターを設置し、2000年（平成12年）にはAO入試が導入された。導入当初はI期からIV期までが存在しており、I期が社会人を募集するもの、II期が従来の推薦入学Iに当たるものでセンター試験を課さないもの、II期が従来の推薦入学IIに当たるものでセンター試験も選抜資料に含むもの、IV期が帰国子女と私費留学生を募集するものであった。最初は、工学部（I期・II期・III期・IV期）と歯学部（III期）のみだったが、次第に多くの学部で設けられていった。
推薦入試の全国的な普及とともに国立大学の間で後期日程を廃止しようとする動きが活発に見られた。これは東北大学でも同様で2007年度（平成19年度）に医学部医学科、歯学部、工学部、農学部が、2008年（平成20年）に教育学部、法学部、医学部保健学科、薬学部が、2009年（平成21年）に文学部が後期日程を廃止した。廃止した後期日程の募集定員は一般選抜前期日程またはAO入試へと振り分けられた。

### 沿革
- 1925年（大正11年） - 傍系入学を認める[3]。
- 1944年（昭和19年） - 太平洋戦争に伴い、学科試験廃止[7]。
- 1949年（昭和24年） - 新制大学として東北大学が発足[34]。
- 1955年（昭和30年） - 医学部単独入試が廃止される[15]。
- 1966年（昭和41年） - 理学部で系ごとの入試が開始される[16]。
- 1967年（昭和42年） - 工学部で系ごとの入試が開始される[16]。
- 1971年（昭和45年） - 学生闘争により仙台市内10高校および塩竈市内2高校と青葉山の工学部を試験場として入試を実施[19]。
- 1974年（昭和49年） - 農学部が系ごとの入試を開始[14]。
- 1979年（昭和54年） - 国公立大学共通第一次学力試験が本年より開始[20]。
- 1985年（昭和60年） - 帰国子女・在外子女特別選抜が導入される[27]。
- 1987年（昭和62年）
  - 工学部および農学部が系ごとの入試を廃止[14]。
  - 二次試験が連続方式で実施開始[24]。東北大学の入試日程がB日程となる[24]。
- 1990年（平成2年）
  - 大学入試センター試験が開始される[26]。
  - 二次試験を分離分割方式で実施することを決定[26]。
  - 工学部で推薦入試が導入される[35]。
- 1991年（平成3年） - 推薦入試が推薦入学Iと推薦入学IIに分けられる[28]。
- 1996年（平成8年） - 工学部が系ごとの入試を再開[14]。
- 1997年（平成9年） - 理学部が推薦入学Iを導入[28]。
- 1998年（平成10年） - 経済学部が推薦入学IIを導入[28]。
- 1999年（平成11年） - アドミッションセンターが設置される[30]。
- 2000年（平成12年）
  - 工学部が推薦入学IおよびII、帰国子女・在外子女特別選抜を廃止し、AOI期・II期・III期・IV期入試を導入[36]。
  - 歯学部がAOIII期入試を導入[37]。
  - 経済学部が推薦入学Iを導入[28]。
  - 薬学部が推薦入学Iを導入[28]。
- 2001年（平成13年）
  - 理学部が推薦入学Iを廃止し、AOII期入試を導入[36]。
  - 農学部が推薦入学Iを導入[28]。
- 2005年（平成17年） - 理学部が高等専門学校卒業生の受け入れ開始[38]。
- 2006年（平成18年） - 経済学部が推薦入学IおよびIIを廃止、AOIII期入試を導入[36]。
- 2007年（平成19年）
  - 医学部医学科が一般選抜後期入試を廃止し、AOIII期入試を導入[36][33]。
  - 農学部が一般選抜後期入試を廃止し、AOIII期入試を導入[36][33]。
  - 工学部が一般選抜後期入試を廃止[33]。
  - 歯学部が一般選抜後期入試を廃止[33]。
- 2008年（平成20年）
  - 薬学部が推薦入学Iを廃止し、AOIIIを導入[36]。
  - 医学部保健学科が一般選抜後期入試を廃止し、AOIII期入試を導入[36][33]。
  - 教育学部が一般選抜後期入試を廃止し、AOIII期入試を導入[36][33]。
  - 法学部が一般選抜後期入試を廃止[33]。
  - 薬学部が一般選抜後期入試を廃止[33]。
- 2009年（平成21年） - 文学部が一般選抜後期入試を廃止し、AOIII期入試を導入[36][33]。これにより、全学部がAO入試を導入したこととなった[32]。

## 学部入学試験
近年の東北大学の学部入学者選抜方法は非一般選抜比率の高さが目立ち、2024年（令和6年）現在では約3割が総合型選抜となっている。
以下、特に記載がなければ2025年（令和7年）2月時点の情報である。

### 学部ごとに実施される入学試験
2025年（令和7年）の東北大学入学者選抜要項によれば、東北大学各学部の入学・編入学試験の形態は以下の通りである。なお、文学部・法学部・教育学部・農学部・薬学部・歯学部は学部単位で入学者選抜を実施しているのに対して、経済学部は一般選抜、AO入試に限り理系・文系の2入試単位で、理学部は系単位で、医学部は学科・専攻単位で、工学部は学科単位で入学者選抜を実施している。以下、便宜上、工学部機械知能・航空学科を機知、電気情報物理工学科を情物、化学バイオ工学科を化バイ、材料科学総合学科を材料、建築・社会環境工学科を建築、医学部保健学科看護学専攻を看護、保健学科放射線技術科学専攻を放射、保健学科検査技術科学専攻を検査と略記する。
| 入試形態         | 文 | 経   | 経   | 法 | 教 | 理     | 理     | 理     | 理     | 理         | 工   | 工   | 工     | 工   | 工   | 農 | 薬 | 医     | 医   | 医   | 医   | 歯 |
| 入試形態         | 文 | 文系 | 理系 | 法 | 教 | 数学系 | 物理系 | 化学系 | 生物系 | 地球科学系 | 機知 | 情物 | 化バイ | 材料 | 建築 | 農 | 薬 | 医学系 | 看護 | 放射 | 検査 | 歯 |
| ---------------- | -- | ---- | ---- | -- | -- | ------ | ------ | ------ | ------ | ---------- | ---- | ---- | ------ | ---- | ---- | -- | -- | ------ | ---- | ---- | ---- | -- |
| 前期             | ○  | ○    | ○    | ○  | ○  | ○      | ○      | ○      | ○      | ○          | ○    | ○    | ○      | ○    | ○    | ○  | ○  | ○      | ○    | ○    | ○    | ○  |
| 後期             | ×  | ○    | ○    | ×  | ×  | ○      | ○      | ○      | ○      | ○          | ×    | ×    | ×      | ×    | ×    | ×  | ×  | ×      | ×    | ×    | ×    | ×  |
| AOII期           | ○  | ×    | ×    | ○  | ○  | ○      | ○      | ○      | ○      | ○          | ○    | ○    | ○      | ○    | ○    | ○  | ×  | ○      | ○    | ○    | ○    | ○  |
| AOIII期          | ○  | ○    | ○    | ○  | ○  | ×      | ○      | ○      | ○      | ○          | ○    | ○    | ○      | ○    | ○    | ○  | ○  | ○      | ○    | ○    | ○    | ○  |
| 科学オリンピック | ×  | ×    | ×    | ×  | ×  | ○      | ○      | ○      | ○      | ○          | ×    | ×    | ×      | ×    | ×    | ×  | ×  | ×      | ×    | ×    | ×    | ×  |
| 国際バカロレア   | ○  | ○    | ○    | ○  | ×  | ○      | ○      | ○      | ○      | ○          | ○    | ○    | ○      | ○    | ○    | ○  | ○  | ○      | ×    | ×    | ×    | ×  |
| 帰国生           | ×  | ×    | ×    | ×  | ×  | ○      | ○      | ○      | ○      | ○          | ○    | ○    | ○      | ○    | ○    | ×  | ×  | ○      | ×    | ×    | ×    | ×  |
| 外国人・留学生   | ○  | ○    | ○    | ○  | ○  | ○      | ○      | ○      | ○      | ○          | ○    | ○    | ○      | ○    | ○    | ○  | ○  | ○      | ○    | ○    | ○    | ○  |
| グローバルI期    | ×  | ×    | ×    | ×  | ×  | ×      | ×      | ×      | ×      | ×          | ○    | ×    | ×      | ×    | ×    | ×  | ×  | ×      | ×    | ×    | ×    | ×  |
| グローバルII期   | ×  | ×    | ×    | ×  | ×  | ×      | ×      | ○      | ×      | ×          | ○    | ×    | ×      | ×    | ×    | ×  | ×  | ×      | ×    | ×    | ×    | ×  |
| 国際学士コース   | ×  | ×    | ×    | ×  | ×  | ×      | ×      | ○      | ×      | ×          | ○    | ×    | ×      | ×    | ×    | ○  | ×  | ×      | ×    | ×    | ×    | ×  |
| 編入学           | ×  | ○    | ○    | ×  | ×  | ○      | ×      | ○      | ×      | ○          | ○    | ○    | ○      | ○    | ○    | ×  | ×  | ×      | ×    | ×    | ×    | ×  |

### 前期入試
前期入試は一般選抜の一つで、全学部が実施している入試形態である。
2025年（令和7年）の東北大学入学者選抜要項によれば、出願者は共通テストで下記の教科目を受験しなければならない。
| 教科           | 文学部・教育学部・法学部                                                                                    | 経済学部 | 経済学部 | 理学部・工学部・農学部                                                                                      | 医学部・歯学部・薬学部                                                                                      |
| 教科           | 文学部・教育学部・法学部                                                                                    | 文系 | 理系 | 理学部・工学部・農学部                                                                                      | 医学部・歯学部・薬学部                                                                                      |
| -------------- | --- | --- | --- | --- | --- |
| 国語           | 国語が必須                                                                                                  | 国語が必須                                                                                                  | 国語が必須                                                                                                  | 国語が必須                                                                                                  | 国語が必須                                                                                                  |
| 地理歴史・公民 | 歴史総合・日本史探究、歴史総合・世界史探究、地理総合・地理探究、公共・倫理、公共・政治・経済から2科目選択。 | 歴史総合・日本史探究、歴史総合・世界史探究、地理総合・地理探究、公共・倫理、公共・政治・経済から2科目選択。 | 歴史総合・日本史探究、歴史総合・世界史探究、地理総合・地理探究、公共・倫理、公共・政治・経済から1科目選択。 | 歴史総合・日本史探究、歴史総合・世界史探究、地理総合・地理探究、公共・倫理、公共・政治・経済から1科目選択。 | 歴史総合・日本史探究、歴史総合・世界史探究、地理総合・地理探究、公共・倫理、公共・政治・経済から1科目選択。 |
| 数学           | 数学I・数学Aおよび数学II・数学B・数学Cが必須                                                                | 数学I・数学Aおよび数学II・数学B・数学Cが必須                                                                | 数学I・数学Aおよび数学II・数学B・数学Cが必須                                                                | 数学I・数学Aおよび数学II・数学B・数学Cが必須                                                                | 数学I・数学Aおよび数学II・数学B・数学Cが必須                                                                |
| 理科           | 物理、化学、生物、地学、物理基礎、化学基礎、生物基礎、地学基礎から1科目選択                                 | 物理、化学、生物、地学、物理基礎、化学基礎、生物基礎、地学基礎から1科目選択                                 | 物理、化学、生物、地学から2科目選択                                                                         | 物理、化学、生物、地学から2科目選択                                                                         | 物理、化学、生物から2科目選択                                                                               |
| 外国語         | 英語、ドイツ語、フランス語、中国語、韓国語から1科目選択。                                                   | 英語、ドイツ語、フランス語、中国語、韓国語から1科目選択。                                                   | 英語、ドイツ語、フランス語、中国語、韓国語から1科目選択。                                                   | 英語、ドイツ語、フランス語、中国語、韓国語から1科目選択。                                                   | 英語、ドイツ語、フランス語、中国語、韓国語から1科目選択。                                                   |
| 情報           | 情報Iが必須                                                                                                 | 情報Iが必須                                                                                                 | 情報Iが必須                                                                                                 | 情報Iが必須                                                                                                 | 情報Iが必須                                                                                                 |

2025年（令和7年）の東北大学入学者選抜要項によれば、出願者は個別学力試験で下記の教科目を受験しなければならない。なお、医学部・歯学部には別途、面接をうけなければならない。
| 出題教科 | 文学部・教育学部・法学部                                                      | 経済学部                                                                      | 経済学部                                                                                       | 理学部・農学部                                                                                 | 工学部・薬学部                                                         | 医学部医学科                                                                   |
| 出題教科 | 文学部・教育学部・法学部                                                      | 文系                                                                          | 理系                                                                                           | 理学部・農学部                                                                                 | 工学部・薬学部                                                         | 医学部医学科                                                                   |
| -------- | ----------------------------------------------------------------------------- | ----------------------------------------------------------------------------- | ---------------------------------------------------------------------------------------------- | ---------------------------------------------------------------------------------------------- | ---------------------------------------------------------------------- | ------------------------------------------------------------------------------ |
| 国語     | 現代の国語、言語文化、論理国語、文学国語、古典探究より出題。試験時間は150分。 | 現代の国語、言語文化、論理国語、文学国語、古典探究より出題。試験時間は150分。 | 出題されない。                                                                                 | 出題されない。                                                                                 | 出題されない。                                                         | 出題されない。                                                                 |
| 数学     | 数学I・数学A・数学II・数学B・数学Cより出題。試験時間は100分。                 | 数学I・数学A・数学II・数学B・数学Cより出題。試験時間は100分。                 | 数学I・数学A・数学II・数学B・数学III・数学Cより出題。試験時間は150分。                         | 数学I・数学A・数学II・数学B・数学III・数学Cから出題。試験時間は150分。                         | 数学I・数学A・数学II・数学B・数学III・数学Cから出題。試験時間は150分。 | 数学I・数学A・数学II・数学B・数学III・数学Cから出題。試験時間は150分。         |
| 理科     | 出題されない。                                                                | 出題されない。                                                                | 物理基礎・物理、化学基礎・化学、生物基礎・生物、医学基礎・地学から2科目選択。試験時間は150分。 | 物理基礎・物理、化学基礎・化学、生物基礎・生物、地学基礎・地学から2科目選択。試験時間は150分。 | 物理基礎・物理、化学基礎・化学から出題。試験時間は150分。              | 物理基礎・物理、化学基礎・化学、生物基礎・生物から2科目選択。試験時間は150分。 |
| 外国語   | 英語、ドイツ語、フランス語から1科目選択。試験時間は100分。                    | 英語から出題。試験時間は100分。                                               | 英語から出題。試験時間は100分。                                                                | 英語から出題。試験時間は100分。                                                                | 英語から出題。試験時間は100分。                                        | 英語、ドイツ語、フランス語から1科目選択。試験時間は100分。                     |

### 後期入試
後期入試は一般選抜の一つで、経済学部・理学部が実施している入試形態である。
2025年（令和7年）の東北大学入学者選抜要項によれば、出願者は共通テストで下記の教科目を受験しなければならない。
| 教科           | 経済学部 | 経済学部 | 理学部 |
| 教科           | 文系 | 理系 | 理学部 |
| -------------- | --- | --- | --- |
| 国語           | 国語が必須。                                                                                                | 国語が必須。                                                                                                | 国語が必須。                                                                                                |
| 地理歴史・公民 | 歴史総合・日本史探究、歴史総合・世界史探究、地理総合・地理探究、公共・倫理、公共・政治・経済から2科目選択。 | 歴史総合・日本史探究、歴史総合・世界史探究、地理総合・地理探究、公共・倫理、公共・政治・経済から1科目選択。 | 歴史総合・日本史探究、歴史総合・世界史探究、地理総合・地理探究、公共・倫理、公共・政治・経済から1科目選択。 |
| 数学           | 数学I・数学Aおよび数学II・数学B・数学Cが必須。                                                              | 数学I・数学Aおよび数学II・数学B・数学Cが必須。                                                              | 数学I・数学Aおよび数学II・数学B・数学Cが必須。                                                              |
| 理科           | 物理、化学、生物、地学、物理基礎、化学基礎、生物基礎、地学基礎から1科目選択。                               | 物理、化学、生物、地学から2科目選択。                                                                       | 物理、化学、生物、地学から2科目選択。                                                                       |
| 外国語         | 英語、ドイツ語、フランス語、中国語、韓国語から1科目選択。                                                   | 英語、ドイツ語、フランス語、中国語、韓国語から1科目選択。                                                   | 英語、ドイツ語、フランス語、中国語、韓国語から1科目選択。                                                   |
| 情報           | 情報Iが必須。                                                                                               | 情報Iが必須。                                                                                               | 情報Iが必須。                                                                                               |

2025年（令和7年）の東北大学入学者選抜要項によれば、出願者は個別学力試験で下記の教科目を受験しなければならない。
| 出題教科 | 経済学部                                                      | 経済学部                                                               | 理学部                                                                                         |
| 出題教科 | 文系                                                          | 理系                                                                   | 理学部                                                                                         |
| -------- | ------------------------------------------------------------- | ---------------------------------------------------------------------- | ---------------------------------------------------------------------------------------------- |
| 数学     | 数学I・数学A・数学II・数学B・数学Cより出題。試験時間は100分。 | 数学I・数学A・数学II・数学B・数学III・数学Cより出題。試験時間は150分。 | 数学I・数学A・数学II・数学B・数学III・数学Cから出題。試験時間は150分。                         |
| 理科     | 出題されない。                                                | 出題されない。                                                         | 物理基礎・物理、化学基礎・化学、生物基礎・生物、医学基礎・地学から2科目選択。試験時間は150分。 |
| 外国語   | 英語から出題。試験時間は100分。                               | 出題されない。                                                         | 出題されない。                                                                                 |

### AO入試
AO入試は2000年（平成12年）に東北大学で導入され、現在はII期とIII期が存在する。AO入試による入学者は2024年（令和6年）1月現在では全入学者の30%に達する。東北大学のAO入試について、東北大学百年史では「基礎学力を重視するAO入試」「その規模とともに質の面でも東北大学入試の一つの特徴として発展した」と述べている。
2023年9月、東北大学が国際卓越研究大学に認定される過程で、入試の全てを将来的に「AO入試」と呼ばれる総合型選抜にすることを発表した。大野英男によれば、AO入試の目的は一般選抜では学力を担保しつつ多様な人を受け入れることであり、一般選抜では確認できない学生の意思や「やる気」を確かめて、東北大学で何をしたいのかを語れる人材や積極的に築きたい未来を描ける人材を対話を通じてAO入試で見極めると大野は語っている。しかし、この東北大学の姿勢に対して、「入学者の学力不足が進む」「AO入試が広まれば、高校に学力軽視の風潮がもたらされるのではないか」「AO入試の面接実施による教員の負担が増大する」との見解も存在する。
AO入学者の学力に関して、倉元らが平成12〜21年度入学者を対象に実施した調査によれば、AO入試入学者の留年・退学率は一般選抜入学者の留年・退学率よりか低い傾向があることが分かっている。以下は倉元が実施した調査の概要である。
| 学籍状況       | 前期  | 後期  | AOII期 | AOIII期 | 全体  |
| -------------- | ----- | ----- | ------ | ------- | ----- |
| ストレート卒業 | 80.1% | 71.0% | 84.1%  | 81.8%   | 78.1% |
| 留年           | 9.7%  | 10.5% | 7.1%   | 6.0%    | 10.8% |
| 留学           | 0.4%  | 0.4%  | 0.5%   | 0.7%    | 0.4%  |
| 退学等         | 9.8%  | 18.1% | 8.3%   | 11.5%   | 10.7% |

また、倉元らは2005年度（平成17年度）入学者の第1セメスターの成績（GPA）を入学形態別で分析調査を実施した。ここでは、2005年時点でAO入試を実施していた法・理・工・歯学部のデータを記載する。なお、東北大学はAA・A・B・C・D・G・Nで成績評価を行っているが、この調査ではAAを95点、Aを85点、Bを75点、Cを65点、Dを0点、GおよびNを80点と設定して、GPAを算出していることに注意。
| 学部   | 区分 | 前期  | 後期  | AOII期 | AOIII期 |
| ------ | ---- | ----- | ----- | ------ | ------- |
| 法学部 | 全学 | 80.76 | 80.73 | 82.97  | なし    |
| 法学部 | 専門 | 71.29 | 71.80 | 74.06  | なし    |
| 理学部 | 全学 | 78.72 | 79.94 | 78.88  | なし    |
| 理学部 | 専門 | 83.89 | 83.12 | 85.03  | なし    |
| 工学部 | 全学 | 78.62 | 79.66 | 80.81  | 79.78   |
| 工学部 | 専門 | 83.69 | 84.98 | 84.21  | 84.80   |
| 歯学部 | 全学 | 78.79 | 79.55 | なし   | 79.54   |
| 歯学部 | 専門 | 80.00 | 80.00 | なし   | 80.00   |

調査からわかる通り、AO入試入学者は入学後、学力面において一般選抜入学者と同等もしくはそれ以上のパフォーマンスを発揮していることがわかる。

#### AOII期入試
AOII期入試は一部の学部で設けられている入試形態で、出願資格を有する者のうち、調査書の学習成績概評がA段階に属する者を対象とする。すべての志願者を対象に筆記試験による第一次選考を実施し、第一次選考合格者のみに面接試験による第二次選考を実施する。AOIII期入試と異なり、高等学校または中等教育学校を卒業した者は受験できず、共通テストの受験結果が選考に用いられない。

#### AOIII期入試
AOIII期入試は一部の学部で設けられている入試形態で、共通テストの受験が出願の必要条件となっている。志願者数が募集人員を大きく上回る際に、共通テストの成績を基に第一次選考を実施し、第一次選考合格者のみに面接試験による第二次選考を実施する。

### 科学オリンピック入試
科学オリンピック入試は理学部のみで設けられている入試形態で、出願資格を有する者のうち、国際科学オリンピック（数学・物理・化学・情報・生物・地学・地理）の日本代表最終選考等参加者を対象とする。書類審査および筆記試験による一次選考と面接試験による二次選考による選抜を行う。

### 国際バカロレア入試
国際バカロレア入試は一部の学部で設けられている入試形態で、スイス民法典に基づく財団法人である国際バカロレア事務局から国際バカロレア資格を入学者選抜要項に定められた期間に授与されたあるいは授与される見込みのある者が受験することができる。

### 帰国生徒入試
帰国生徒入試は一部の学部で設けられている入試形態で、日本国籍を有する者ないし日本での永住権を獲得しているもののなかで出願資格を有す者を対象とする。学部によって試験方法は異なるが、筆記試験ないし共通テストの成績により第一次選考を行い、面接試験により第二次選考を行う。

### 私費外国人留学生入試
私費外国人留学生入試は全学部で設けられている入試形態で、日本国籍を有さない者のなかで出願資格を有し、出願要件を満たす者を対象とする。出身学校等が発行する証明書等の出願書類の内容、日本留学試験の成績、東北大学が実施する学力試験及び面接試験の結果を総合して選考を行う。
なお、学力試験は文学部、教育学部、法学部、経済学部、医学部医学科、医学部保健学科看護学專攻、工学部では課されず、理学部、医学部保健学科放射線技術科学專攻、医学部保健学科検査技術科学専攻、歯学部、薬学部、農学部では数学I・数学A・数学II・数学B・数学III・数学Cから出題される。

### グローバル入試I期
グローバル入試I期は工学部で設けられている入試形態で、出願資格を有する者のうち調査書の学習成績概評がA段階に属し、外部英語スコアがCEFRでB2レベル以上の者を対象とする。すべての志願者を対象に筆記試験による第一次選考を実施し、第一次選考合格者のみに面接試験による第二次選考を実施する。

### グローバル入試II期
グローバルII期入試は理学部・工学部で設けられている入試形態で、出願資格を有する者のうち、国際バカロレアもしくはACT（American College Testing）、GCE-Aのそれぞれ指定された科目を受験した者を対象とする。志願者数が募集人員を大きく上回る際に、出願書類の内容，大学入学資格試験等の成績及びTOEFL等の成績を基に第一次選考を実施し、第一次選考合格者のみに英語での面接試験および筆記試験による第二次選考を実施する。

### 国際学士コース入試
国際学士コース入試は一部の学部で設けられている入試形態で、日本国籍を有さず日本の学校教育を受けた期間が6年以下で日本の中等教育に相当する教育課程を終了した者などを対象とする。合格者は10月に東北大学に入学する。

### 編入学
編入学試験は一部の学部で設けられている入試形態で、学部ごとに対象としている者が異なる。経済学部の場合、大学、短期大学、高等専門学校、専修学校を卒業した、あるいは卒業見込みである者を対象とし、編入学試験合格者は学部3年に編入される。理学部の場合、高等専門学校卒業者、あるいは卒業見込みの者を対象とし、編入学試験合格者は数学科および地球科学科の場合、学部2年に、化学科の場合、学部3年に編入される。工学部の場合、高等専門学校卒業者、あるいは卒業見込みの者、帰国生、外国人学生対象とし、編入学試験合格者は学部3年に編入される。

## 大学院入学試験

### 教育学研究科
教育学研究科では、博士課程前期2年と博士課程後期3年に分かれて募集が実施されており、博士課程前期2年では一般選抜と社会人特別選抜・外国人留学生特別選抜が、博士課程後期3年では一般選抜、社会人特別選抜が行われている。

### 経済学研究科
経済学研究科では、博士課程前期2年と博士課程後期3年に分かれて募集が実施されており、博士課程前期2年では4月入学で一般選抜（Ⅰ期・II期）、東北大学経済学部生を対象とする試験、社会人特別選抜が、10月入学で一般選抜、社会人特別選抜、東北大学経済学部生を対象とする選抜が、博士課程後期3年では4月入学・10月入学両方で一般選抜、社会人特別選抜、進学が行われている。

### 理学研究科
理学研究科では、博士課程前期2年と博士課程後期3年に分かれて募集が実施されており、博士課程前期2年では一般選抜と外国人留学生等特別選考が、博士課程後期3年では一般選抜、社会人特別選考、外国人留学生特別選考が行われている。

### 工学研究科
工学研究科では、博士課程前期2年と博士課程後期3年に分かれて募集が実施されており、博士課程前期2年では4月入学で一般選抜（第一次募集・第二次募集）、推薦入学特別選抜、早期卒業制度による卒業者を対象とする特別選抜、社会人・外国人留学生等特別選抜、10月入学で９月卒業見込者・既卒者を対象とする選抜、早期卒業制度による卒業者を対象とする特別選抜、社会人特別選抜、外国人留学生等特別選抜が、博士課程後期3年では4月入学・10月入学両方で一般選抜（進学・編入学）、社会人特別選考、外国人留学生特別選考が行われている。

### 歯学研究科
歯学研究科では修士課程と博士課程に分かれて募集が実施されており、修士課程では4月入学で一般選抜、社会人特別選抜、外国人留学生特別選抜が、博士課程では4月入学・10月入学で一般選抜、社会人特別選抜、外国人留学生特別選抜が行われている。

### 環境科学研究科
環境科学研究科では博士課程前期2年と博士課程後期3年に分かれて募集が実施されており、博士課程前期2年では4月入学で一般選抜と推薦入学特別選抜が、10月入学で一般選抜、社会人特別選抜、外国人留学生等特別選抜、早期卒業制度による卒業者を対象とする特別選抜が、博士課程後期3年では4月入学・10月入学の両方で一般選抜（進学・編入学）社会人特別選抜、外国人留学生等特別選抜が行われている。
かつては高等専門学校専攻科学生を対象とする特別選抜および学部3年次及び3.5年次を対象とする特別選抜が実施されていたが、それぞれ2017年度（平成29年度）および2018年度（平成30年度）より実施されていない。